# John Whitaker Straw
John Whitaker Straw (3 de agosto de 1946), conhecido como Jack Straw, é um político britânico do Partido Trabalhista, que ocupou vários cargos governamentais, incluindo secretário do Interior, ministro das Relações Exteriores, líder da Câmara dos Comuns, lorde chanceler e secretário de Estado da Justiça.

## Biografia
Straw estudou direito na Universidade de Leeds e depois recebeu treinamento como advogado em Londres na Inns of Court School of Law (hoje The City Law School, parte da City University London). Ele serviu (1971–74) na Inner London Education Authority e foi seu presidente em 1973, antes de trabalhar como conselheiro especial dos ministros do gabinete do Partido Trabalhista Barbara Castle (1974–76) e Peter Shore (1976–77).
Após uma breve passagem como pesquisador de televisão, Straw entrou no Parlamento em 1979 como MP pela antiga sede de Castle em Blackburn, Lancashire. Ele subiu nas fileiras do Partido Trabalhista e foi eleito para o Gabinete Sombra da Oposição Oficial em 1987. Durante o conflito ideológico interno do partido na década de 1980, ele deixou de ser um esquerdista tradicional para se tornar um modernizador mais centrista. Ele foi o primeiro membro líder do Partido Trabalhista a propor que ele revogasse seu compromisso socialista — Cláusula IV da constituição do partido — com o controle estatal da indústria. Em 1994, Straw administrou a campanha bem-sucedida de Tony Blair para ser eleito líder do partido, e um dos primeiros atos de Blair ao se tornar líder foi ganhar o acordo do partido para reescrever a Cláusula IV.
Após a vitória eleitoral do Partido Trabalhista em 1997, Straw foi nomeado secretário do Interior. Ele rapidamente estabeleceu suas credenciais progressistas ao abrir um inquérito sobre acusações de racismo na força policial de Londres, promovendo a incorporação da Convenção Europeia dos Direitos Humanos na lei britânica e se recusando a permitir que o ex-chefe de estado chileno, Augusto Pinochet, retornasse para casa após a prisão de Pinochet em outubro de 1998 em Londres. A prisão ocorreu após um pedido do governo espanhol para que Pinochet fosse extraditado para a Espanha para enfrentar acusações de assassinato. Ele foi autorizado a retornar ao Chile em março de 2000, quando um painel de médicos o aconselhou que ele não estava apto a enfrentar o julgamento. Straw irritou muitos progressistas, no entanto, ao iniciar uma legislação para retirar o direito de alguns réus de serem julgados por um júri, introduzindo requisitos mais rigorosos para pessoas que buscam asilo político na Grã-Bretanha, diluindo a promessa eleitoral do Partido Trabalhista pré-1997 de estabelecer uma lei de liberdade de informação e resistindo aos apelos para descriminalizar o consumo das chamadas drogas "leves", como a maconha.
Em uma remodelação do gabinete em 2001, Straw recebeu a pasta de relações exteriores e da Commonwealth. Como ministro das Relações Exteriores, Straw apoiou a invasão do Iraque, bem como a expansão da União Europeia (UE). Apesar da última posição, no entanto, Straw era um cético conhecido do euro, a moeda única da UE. Pouco depois do fraco desempenho do Partido Trabalhista nas eleições locais de maio de 2006, Blair reformulou seu gabinete, e Straw foi removido do cargo de ministro das Relações Exteriores e nomeado líder da Câmara dos Comuns. Mais tarde naquele ano, ele causou polêmica quando afirmou que as mulheres muçulmanas não deveriam usar véus completos.
Depois que Gordon Brown se tornou primeiro-ministro em 2007, Straw foi nomeado secretário da justiça e lorde chanceler, tornando-se assim o primeiro membro da Câmara dos Comuns a assumir o último posto. No ano seguinte, ele delineou potenciais reformas para a Câmara dos Lordes, que incluíam a eleição de uma certa porcentagem de membros e uma redução no número de lordes. Em 2009, ele provocou um debate após declarar que os acordos de petróleo com a Líbia desempenharam um “papel muito importante” na decisão de libertar Abdelbaset Ali Mohmed al-Megrahi — um líbio condenado pelo atentado ao voo 103 da Pan Am em 1988 — de uma prisão escocesa. Na eleição geral de 2010, Straw facilmente manteve seu eleitorado em Blackburn, mas perdeu sua posição no gabinete quando o Partido Trabalhista foi afastado do cargo.

Em fevereiro de 2015, Straw renunciou temporariamente ao Partido Trabalhista após alegações de seu envolvimento em um escândalo de tráfico de influência que resultou de uma investigação secreta conduzida pelo Channel Four e pelo The Daily Telegraph. O político foi filmado a oferecer os seus serviços em troca de dinheiro, em uma "armadilha" lançada por emissários de uma empresa chinesa que eram, na realidade, jornalistas, os quais o gravaram com câmaras ocultas a explicar o que poderia fazer pela empresa chinesa utilizando os contatos e privilégios conseguidos graças aos anos de atividade política. Tendo já anunciado em 2013 que não concorreria à reeleição, Straw se aposentou da Câmara dos Comuns em 2015.